# Кастелон (Виченца)
Кастелон је насеље у Италији у округу Виченца, региону Венето.
Према процени из 2011. у насељу је живело 19 становника. Насеље се налази на надморској висини од 248 м.